# Parafia św. Wawrzyńca w Lutowie
Parafia św. Wawrzyńca w Lutowie – parafia rzymskokatolicka w dekanacie Sępólno Krajeńskie diecezji bydgoskiej.
Erygowana w 1866.
Miejscowości należące do parafii: Kawle, Lutowo, Lutówko, Radońsk i Wiśniewa.